# Josef Hoser

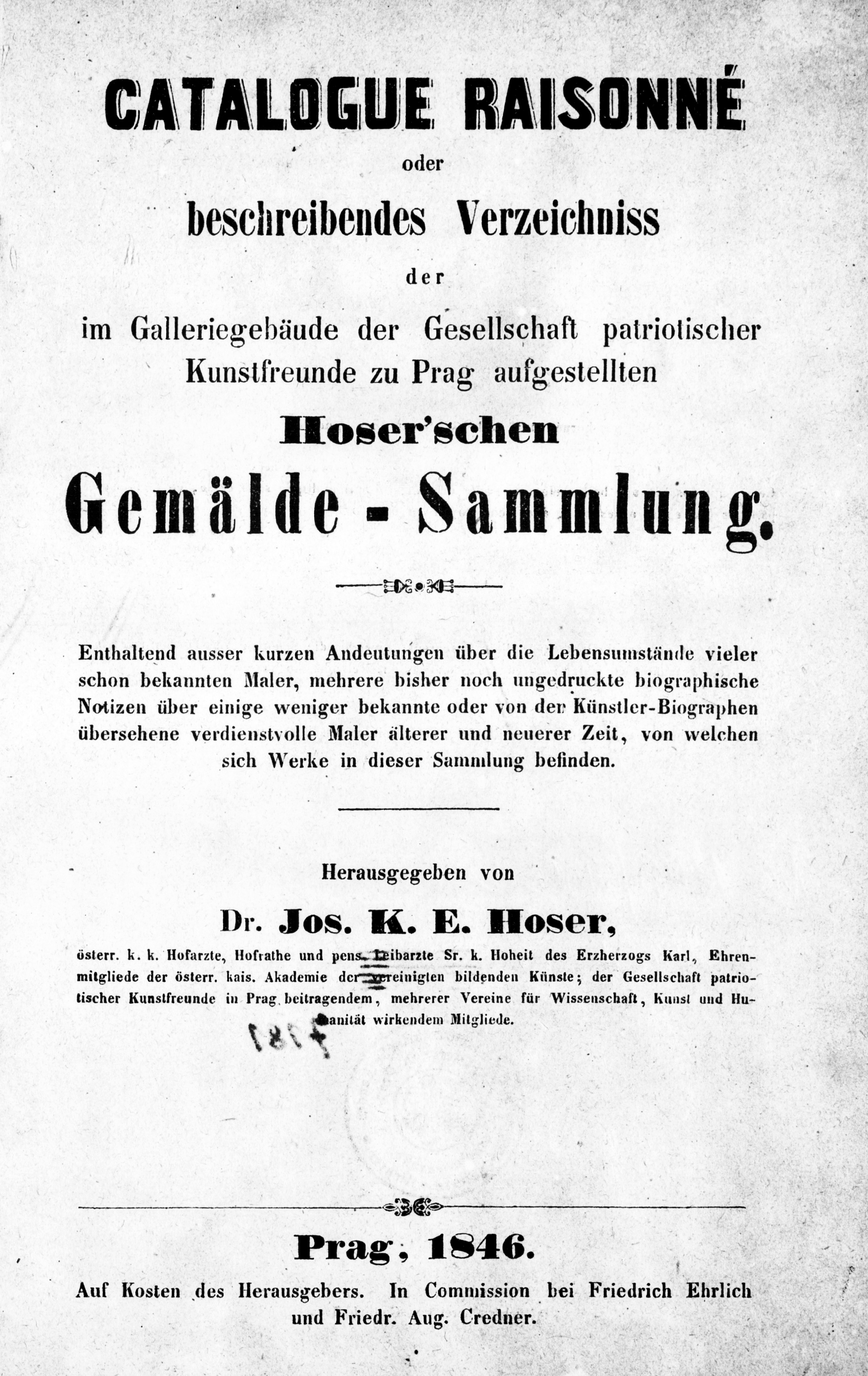
J. K. Hoser: Titulní strana katalogu (1846)

MUDr. Josef Karl Eduard Hoser (30. ledna 1770 Ploskovice — 22. srpna 1848 Praha) byl německy mluvící sběratel a mecenáš umění, povoláním lékař, zeměpisec, národopisec a botanik. Jeho dar téměř 300 obrazů vlámského, holandského a středoevropského malířství 17. a 18. století, spolu se sbírkou grafických listů, tvoří jeden ze základů sbírky barokního umění dnešní Národní galerie.

## Život

### Mládí a studia
Narodil se v Ploskovicích 30. ledna 1770; otec byl správcem důchodů (Rentmeister). V roce 1775 se otec stal správcem statku Svádov (Schwaden). Nedostatečné vyhlídky na vzdělání změnil místní vikář, kterému se podařilo umístit dvanáctiletého chlapce jako zpěváka v pražském sboru. Zde si nadaného chlapce povšimnul velkovévodský tajemník Josef Altmann, který mu umožnil další studia. Hoser studoval nejprve mineralogii a entomologii, v letech 1787—1789 ukončil studia filosofie. Poté začal studovat právo, ale po dvou letech změnil obor a vystudoval medicínu. Doktorát získal v roce 1798.

### Kariéra lékaře a vědce
V roce 1799 táhla ruská vojska Čechami do Švýcarska. Generálporučík Durasov hledal mladého německého lékaře jako doprovod, Hoser toto místo získal a doprovázel ho na taženích do Itálie a Německa. Poté pracoval v Praze jako praktický lékař. V letech 1800—1844 byl osobním lékařem rakouského velkovévody (arciknížete) Karla a lékařem ve službách velkovévodské rodiny. Získal titul dvorního rady. (V roce 1824 tuto službu přerušil a podnikal cesty po Evropě. Pracoval též jako praktický lékař v Praze.)
Roku 1844 odešel do výslužby a usadil se v Praze.

### Závěr života
Na pražské policejní přihlášce s neurčitým datem jsou uvedeny další osoby žijící na stejné adrese s Josefem Hoserem, nejedná se však o manželku ani o děti. Literatura rodinu ani potomky neuvádí.
Čtyři roky před smrtí, roku 1844, věnoval Obrázárně Společnosti vlasteneckých přátel umění svou sbírku obrazů a grafických listů. K této sbírce též vytvořil katalog. Též spolupracoval s Muzeem království českého. Zbytek života prožil v Praze, kde v roce 1848 zemřel.

## Dílo

### Všestranný vědec
O šíři zájmů lékaře Josefa Hosera svědčí seznam knižně vydaných publikací níže.
Jeho vědeckým zájmem byla především geologie a mineralogie. V roce 1841 vydal knižně výsledky svého lékařsko-sociologického průzkumu Podkrkonoší. Tato práce je svými údaji dodnes významná a byla citována i v moderní době. Zajímal se o to, jak lidé bydlí, co jedí, jaká jsou jejich zaměstnání v době přechodu od domácké k tovární výrobě apod.
Zcela odlišné je třeba dílo cestopisného charakteru vydané roku 1847, ve kterém popisuje cestu parníkem z Obříství do Míšně.

### Velkorysý dar umělecké sbírky
Dne 28. 4. 1844 věnoval Josef Hoser svou sbírku Obrazárně Společnosti vlasteneckých přátel umění. Sbírku opatřil katalogem, který byl o to důležitější, že Obrazárna neměla až do roku 1890 katalog vlastní. Katalog obsahoval životopisné údaje jednotlivých autorů a popis obrazů včetně technických údajů.

### Knižně vydaná díla
- Beschreibung von Franzensbrunn bey Eger mit einer Ansicht und Grundriss der Brunnenkolonie (Galve, Praha, 1799)[8]
- Anleitung das Riesengebirge auf die zweckmässigste Art zu bereisen, nebst einer Litteratur des Riesengebirges (Poučení o Krkonoších..., Terst, J. Geistinger, 1802)
- Beitraege zur Charakteristik des Granits aus dem Gesichtspunkte eines im Reiche der Anorganen eben so wie in den Reichen der Organismen herrschenden Urbildungs-Gesetzes (Příspěvky k charakteristice žul..., Praha, Gottlieb Haase a synové, 1840)[9]
- Catalogue raisonné, oder, Beschreibendes Verzeichniss der im Galleriegebäude der Gesellschaft patriotischer Kunstfreunde zu Prag aufgestellten Hoser’schen Gemälde-Sammlung (soupis Hoserovy sbírky maleb, vydal Jos. K.E. Hoser, Praha, 1846, distributor F. a F. A. Credner, 1846)[10]
- Das Riesengebirge und seine Bewohner (Krkonoše a jejich obyvatelstvo, Gesellschaft des vaterländischen Museums in Böhmen, Praha, Friedrich Ehrlich, 1841)[5]
- Die Sommerfahrten der böhmischen Dampf-Schiffe und der malerische Charakter des Elbe-Thals von Obřistwj bis Meissen (Letní plavby českých parníků, Praha, Gottlieb Haase a synové, 1847)[7]

### Výstava v roce 2016
V květnu až září 2016 proběhla v pražském Schwarzenberském paláci výstava grafických listů a kreseb z daru Josefa Hosera Obrazárně Společnosti vlasteneckých přátel umění.

## Zajímavost
Josef Hoser procestoval velkou část Evropy a jeho dílo vycházelo za jeho života v němčině. Němčina vládla i v prostředí velkovévodského dvora, kde byl zaměstnán jako lékař. Jistě však nebyl německým nacionalistou. Český vlastenec, lékař Jan Theobald Held (1770-1851) nazval Haseho ve vzpomínkách "můj nejvzdělanější a nejmilejší spolužák" a Hoser sám považoval Čechy za svou drahou a milovanou vlast ("...mein theueres und geliebtes Vaterland...") Český pravopis respektoval, když např. v cestopisné publikaci Die Sommerfahrten der böhmischen Dampf-Schiffe... uvedl název hory Říp německy (Georgenberg) i česky (s. 17) nebo jen česky (23 a 24); názvy obcí uváděl s českým "ř" jako Hořin, Ober-Beřkowic (sic).